# Crash Bandicoot (videogioco)
Crash Bandicoot è un videogioco a piattaforme per PlayStation sviluppato da Naughty Dog e pubblicato da Sony Computer Entertainment in America del Nord nel settembre 1996, in Europa a novembre e in Giappone nel dicembre dello stesso anno. Il videogioco costituisce il primo capitolo dell'omonima serie e narra gli eventi che hanno portato alla creazione del protagonista, Crash Bandicoot, da parte dei suoi due principali antagonisti, il Dr. Neo Cortex e lo scienziato Nitrus Brio, che intendono servirsi di lui per conquistare il mondo. Riuscito a fuggire, Crash affronta i suoi nemici per sventare i loro piani e porta in salvo la sua fidanzata, Tawna, che era stata imprigionata da Cortex.
Crash Bandicoot ha ricevuto recensioni per lo più positive da parte della critica, che ne ha apprezzato la grafica, ritenendo però che il videogioco non abbia apportato molta innovazione al genere dei videogiochi a piattaforme. Con oltre sei milioni di copie vendute, Crash Bandicoot si è classificato all'ottavo posto nella lista dei videogiochi per PlayStation più venduti di sempre.
Dal 22 giugno 2007 è possibile scaricare Crash Bandicoot su PlayStation 3 e PlayStation Portable tramite PlayStation Network.
Un remake del gioco è incluso, insieme ai suoi 2 sequel, nella raccolta intitolata Crash Bandicoot N.Sane Trilogy, pubblicata per PlayStation 4 il 30 giugno 2017 e il 29 giugno 2018 per Xbox One, Nintendo Switch e Microsoft Windows.

## Trama
In un immaginario arcipelago situato a sud delle coste dell'Australia, il malvagio dottor Neo Cortex ambisce a conquistare il mondo intero; assieme al suo braccio destro Nitrus Brio, egli, mediante un macchinario di loro invenzione, l'Evolvo Ray, capace d'indurre forzatamente una forma d'evoluzione accelerata nei soggetti interessati, crea un potentissimo esercito di animali mutanti, i Cortex Commandos.
Nel tentativo poi di dar vita al generale di questa sua armata, il Dr. Cortex sottopone agli esperimenti evolutivi anche un bandicoot, ottenendovi una creatura bizzarrissima ed agilissima di nome Crash. Datasi però la scarsa ubbidienza dell'animale nei suoi confronti, ordina subito dopo a N. Brio di azionare il Cortex Vortex, dispositivo per il lavaggio mentale, al fine d'ammansirlo e sottometterlo al proprio volere, nonostante l'assistente lo metta in guardia sul fatto che la macchina sia ancora un prototipo. Guarda caso il macchinario si rivela inefficace su Crash, che si dà alla fuga. Cortex cerca invano di catturarlo, dato che il marsupiale riesce a fuggire dal castello sfondando la vetrata della finestra; la sua procace fidanzata Tawna (altro esperimento del folle scienziato), viene però fatta prigioniera.
Il nostro eroe, la mattina dopo, trasportato dalle correnti marine si ritrova in una spiaggia dell`Isola della Follia dominata dagli indigeni, e da lì inizia il suo cammino verso il castello di Cortex, allo scopo di liberare la sua amata. Al fianco del protagonista, vi è lo spirito del potentissimo stregone Aku Aku, il quale percepisce il carattere buono di Crash e decide di aiutarlo, disseminando nel suo cammino delle casse con sopra raffigurata la propria effigie.
Crash attraversa buona parte dell'isola e supera la grande muraglia di legno che delimita il territorio degli indigeni, giungendo all'interno del villaggio. Dopo aver sconfitto il capo indigeno Papu Papu, il marsupiale prosegue il suo viaggio e salta in groppa ad un facocero per fuggire più velocemente, superando la muraglia di legno che delimita la fine del territorio indigeno. Crash così riesce a scappare e a raggiungere la seconda isola, l'Isola Wumpa, dovendo attraversare una giungla, città perdute infestate da lucertole, rovine, templi antichi, e ponti sospesi nel vuoto. Quando Cortex scopre che Crash si sta facendo strada attraverso l'isola, manda alcuni dei suoi esperimenti malriusciti per fermarlo: Ripper Roo in cima ad una cascata, e Koala Kong all'interno di una miniera vulcanica.
Arrivato finalmente alla terza isola, Crash attraversa il "Cortex Power" (centrale energetica dell'isola) e sconfigge la guardia del corpo dello scienziato, Pinstripe Potoroo, guastando il generatore e lasciando il castello temporaneamente al buio, riuscendo però a proseguire grazie all'aiuto di Aku Aku, che emette una luce per illuminargli la strada.
Dopo aver affrontato e sconfitto N.Brio, Crash affronta finalmente il Dr. Cortex a bordo del suo dirigibile, mentre il castello va a fuoco a causa di un guasto nel laboratorio.
Respingendo i getti al plasma dello scienziato, Crash lo sconfigge distruggendo il suo hoverboard e facendolo precipitare nel vuoto; nella scena finale Crash, finalmente riunitosi a Tawna, si allontana a bordo del dirigibile.

### Conclusione alternativa
Dopo aver raccolto tutte le gemme segrete sparse nelle tre isole, Crash le può utilizzare per attraversare un lungo abisso che conduce alla torre, dove si trova Tawna. I due possono dunque fuggire di notte senza aver bisogno di lottare con Cortex all'alba. Questa scena è seguita da un epilogo per tutti i boss del gioco:
- Papu Papu trasforma i resti del castello di Cortex in un resort di lusso e apre anche un negozio per taglie forti (spiegando così l'esistenza della sesta stanza di teletrasporto nel seguito).
- Ripper Roo dopo 8 anni di terapia è guarito dalla pazzia, ed è sul punto di pubblicare un libro sull'effetto dell'evoluzione accelerata negli animali.
- Koala Kong si trasferisce ad Hollywood e porta a termine un progetto per un film con la Universal Proportions, lavorando con uno specialista per migliorare la sua dizione.
- Pinstripe si trasferisce a Chicago dove avvia una compagnia di risanamento cittadina.
- N. Brio riscopre la sua passione di barista.
- Cortex è dato per scomparso, anche se (come detto nel gioco) i viscidi come lui non si eliminano facilmente.

Questo finale non lascia spazio per gli eventi narrati nei capitoli successivi.

## Modalità di gioco
Crash Bandicoot è un videogioco a piattaforme in cui il giocatore deve guidare il protagonista, Crash, attraverso trentadue livelli sparsi sulle tre isole Wumpa, con l'obiettivo di sconfiggere Cortex e salvare Tawna. Ciascun livello diventa disponibile solo dopo aver superato il livello precedente. Una mappa tridimensionale dell'isola in cui si trova Crash permette di scegliere il livello da affrontare. I livelli sono costituiti da un percorso brulicante di ostacoli e nemici di vario tipo, che Crash deve superare utilizzando le sue abilità, ovvero la capacità di saltare e di eseguire giravolte, grazie alle quali è possibile per esempio oltrepassare una buca nel terreno o sconfiggere una pianta carnivora. Crash perde una vita se entra in contatto con un nemico o un ostacolo mortale (come un palo da cui sporgono frecce appuntite), oppure se cade in una voragine senza fondo; in questi casi il gioco riprende dall'ultimo checkpoint raggiunto. Lungo il percorso sono sparsi anche i cosiddetti «frutti Wumpa» che il giocatore può raccogliere: dopo averne presi cento, Crash guadagna una vita. Per proteggersi da nemici e ostacoli pericolosi, Crash può raccogliere delle maschere di Aku Aku: se viene colpito mentre ne indossa una, Crash perde la maschera, ma rimane in vita. Tuttavia, raccogliendo tre maschere, Crash diventa invulnerabile agli attacchi dei nemici (ma non alle cadute nel vuoto) per un periodo limitato di tempo, al termine del quale la terza maschera svanisce e Crash ritorna nella sua normale condizione. 
Lungo ciascun livello sono disseminati vari tipi di casse che possono essere distrutte per raccoglierne il contenuto. La maggior parte di esse contiene frutti Wumpa, mentre in altre si trovano vite e maschere di Aku Aku. Altre scatole contengono invece un checkpoint, che permette al giocatore di ripartire da quel punto quando perde una vita, mentre alcune casse particolari consentono a Crash di rimbalzare e spiccare salti più alti. Le casse di TNT esplodono all'istante se Crash le colpisce con una giravolta, o dopo tre secondi se vi salta sopra

### Boss
In ogni isola ci sono dei nemici principali, che tenteranno di ostacolare il cammino del protagonista. I boss da sconfiggere in Crash Bandicoot sono mutanti creati dal malvagio Dr. Neo Cortex. I mutanti in questione sono: Papu Papu, Ripper Roo, Koala Kong e Pinstripe ma dovremmo affrontare anche gli scienziati N. Brio e lo stesso Dr. Neo Cortex.

### Aree bonus
Ci sono tre tipi di bonus: i bonus di Tawna, quelli di N. Brio e quelli di Cortex. Si accede ad essi raccogliendo nei livelli tre medaglie raffiguranti il volto di uno dei corrispondenti personaggi. I bonus di Tawna servono per salvare la posizione di gioco e per ricaricare Crash di frutti wumpa e vite. Alla fine dei bonus di Cortex, invece, lo scienziato lascia cadere una chiave che permette a Crash di accedere ai livelli segreti.

### Gemme
In ogni livello si trova un certo numero di casse di legno, distruggendole si ottengono delle gemme; sono in tutto 26, 20 di esse sono bianche e sono chiamate gemme chiare, e altre 6 dette gemme colorate (blu, viola, gialla, verde, rossa e arancione). Le gemme si ottengono distruggendo tutte le casse e arrivando alla fine del livello senza perdere neanche una vita dopo aver rotto la prima cassa di Checkpoint. Le gemme colorate servono a raggiungere aree nascoste in alcuni livelli.

## Sviluppo

### Ideazione

#### Il viaggio
Nell'agosto del 1994, Jason Rubin e Andy Gavin, i due fondatori e gli unici membri di Naughty Dog, traslocarono la sede della loro società da Boston, in Massachusetts, a Los Angeles, in California. Prima di partire, Gavin e Rubin assunsero il loro primo dipendente, Dave Baggett, un amico di Gavin e suo compagno di studi al Massachusetts Institute of Technology; Baggett però avrebbe cominciato a lavorare a tempo pieno soltanto nel gennaio del 1995. Durante il viaggio, Gavin e Rubin studiarono con attenzione i videogiochi arcade e notarono che i simulatori di guida, i picchiaduro e gli sparatutto avevano iniziato la transizione verso un rendering completamente tridimensionale. Intuendo che fosse questa la strada giusta da seguire, pensarono al loro genere preferito di videogiochi, quello a piattaforme, e si domandarono che aspetto avrebbe avuto una versione tridimensionale di questo tipo di gioco. Poiché ciò avrebbe fatto sì che il giocatore vedesse non più il profilo del personaggio, ma la sua parte posteriore, Gavin e Rubin chiamarono scherzosamente il loro progetto «Sonic's Ass Game». La tecnologia di base per Crash Bandicoot e per gli altri capitoli della serie fu sviluppata nei pressi di Gary, in Indiana, mentre la teoria di gioco ha preso forma in Colorado. Il loro precedente progetto, un videogioco a scorrimento chiamato Al O. Saurus and Dinestein, fu abbandonato, il che costò ai due programmatori una pesante multa.

#### La scelta della console

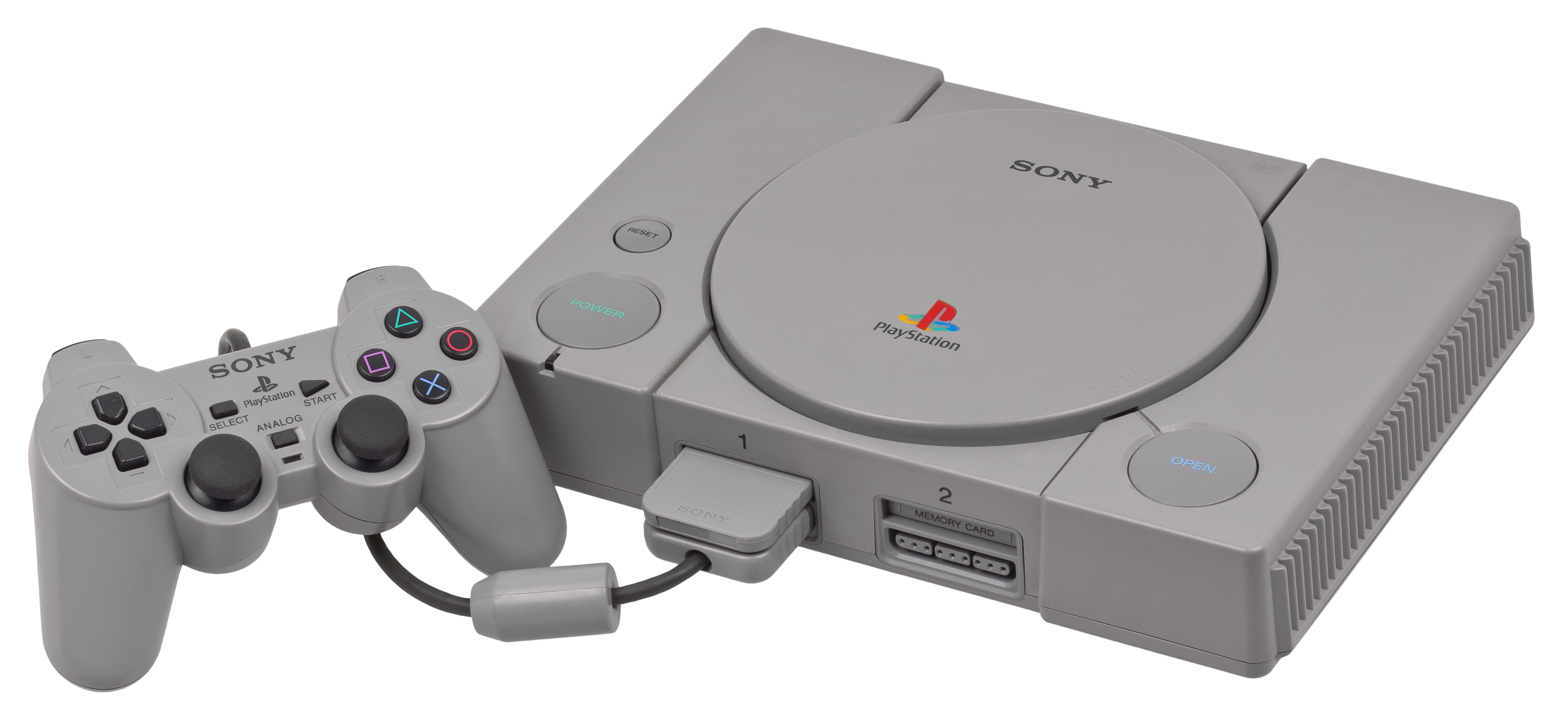
La PlayStation è la console che Naughty Dog ha scelto per sviluppare Crash Bandicoot

Nell'agosto del 1994, Naughty Dog si trasferì nei suoi nuovi uffici a Universal City, in California, e i dirigenti si incontrarono con Mark Cerny, vicepresidente di Universal Interactive Studios. Il gruppo approvò all'unanimità l'idea del «Sonic's Ass Game» e iniziò a chiedersi quale fosse la piattaforma più adatta per il nuovo gioco. Ritenendo che il 3DO Interactive Multiplayer, l'Atari Jaguar, il Sega Mega Drive 32X e il Sega Saturn non fossero adeguati a causa delle scarse vendite registrate dai videogiochi di tali console e delle loro «goffe» unità di sviluppo, la squadra decise di sviluppare il gioco per la PlayStation di Sony, la cui natura fu giudicata «sexy», e anche perché l'azienda giapponese non aveva ancora una mascotte che potesse competere con Sonic di SEGA e Mario di Nintendo. Dopo aver firmato un accordo con Sony, Naughty Dog pagò 35 000 dollari per un'unità di sviluppo per PlayStation, che ricevette nel settembre 1994. Per lo sviluppo del gioco fu stanziato un budget di 1,7 milioni di dollari, e l'ex direttore di Sunsoft, David Siller, fu ingaggiato come produttore.

### Creazione dei personaggi

#### Il protagonista, Crash

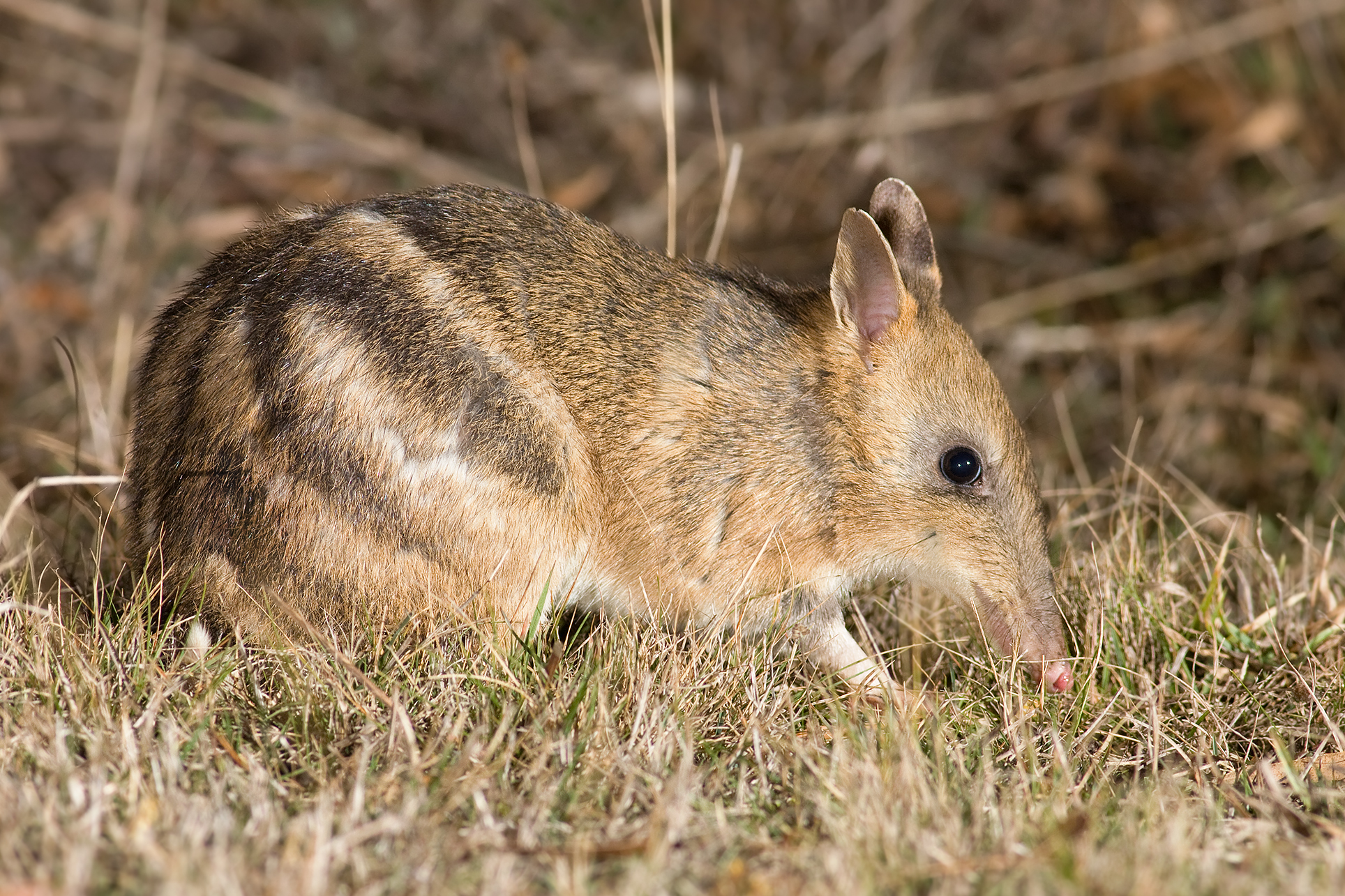
Il bandicoot, un piccolo mammifero australiano, ha ispirato la creazione di Crash

Prima dello sviluppo di Crash Bandicoot, Naughty Dog voleva fare ciò che SEGA e Warner Bros. fecero per ideare i loro rispettivi personaggi, Sonic the Hedgehog e il Diavolo della Tasmania, ossia creare un personaggio a partire da un animale realmente esistente ma poco noto alla maggior parte delle persone. Il team acquistò così una guida sui mammiferi della Tasmania e, tra gli animali presenti, selezionò il wombat, il potoroo e il bandicoot come opzioni tra cui scegliere. Gavin e Rubin assegnarono poi al protagonista del videogioco un nome temporaneo, «Willie the Wombat», ma non era loro intenzione rendere definitivo questo appellativo, perché esisteva un personaggio omonimo nella serie televisiva animata Tazmania. Nell'ottobre del 1994, il bandicoot fu scelto come modello per la creazione del protagonista, ma fino al 1996 continuarono a chiamarlo «Willie the Wombat» in quanto non era ancora stato deciso il nome finale.
Gavin e Rubin decisero di non far parlare il protagonista perché all'epoca la qualità dei doppiaggi era bassa e avrebbe ostacolato l'identificazione del giocatore con il personaggio. Gli autori volevano infatti che Crash fosse caratterizzato da emozioni e sentimenti di varia natura, con cui il giocatore potesse immedesimarsi. Prima che Crash assumesse il suo aspetto definitivo, gli artisti di Naughty Dog realizzarono vari abbozzi, ognuno dei quali contribuì poco a poco alla formazione dei dettagli che contraddistinguono il personaggio, come i grandi occhi e la cresta.

#### L'antagonista principale, Neo Cortex

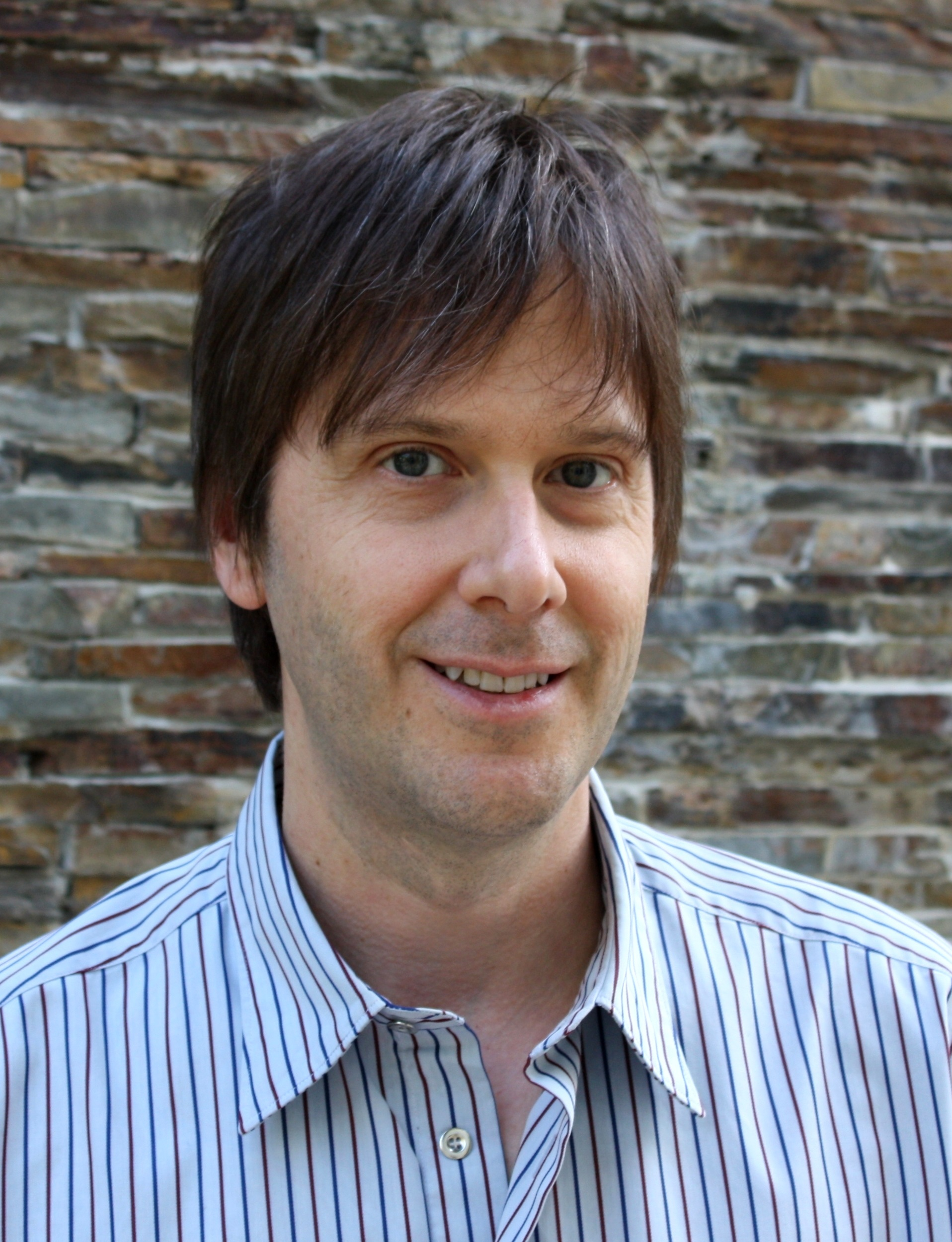
Mark Cerny, vicepresidente di Universal Interactive Studios

L'antagonista principale del gioco fu creato mentre Gavin, Rubin, Baggett e Cerny stavano mangiando in un ristorante italiano vicino agli studi di Universal Interactive. Gavin ideò un «genio del male con una grande testa», e la personalità che aveva in mente per il personaggio era quella di
(Andy Gavin)
In quel periodo, Rubin era appassionato della serie televisiva animata Mignolo e Prof., perciò il gruppo immaginò una mente «più diabolica» di Prof. e con degli scagnozzi ispirati ai personaggi di Chi ha incastrato Roger Rabbit. Il nome del cattivo, Dr. Neo Cortex, fu suggerito da una frase che Gavin pronunciò, in cui compariva la parola «neuroni».

#### Gli altri personaggi

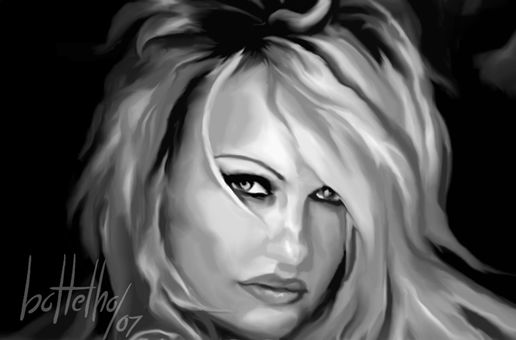
La fidanzata di Crash, Tawna, è stata ideata pensando a una Pamela Anderson «con un cervello»

Naughty Dog ideò poi il dottor Nitrus Brio, un personaggio caratterizzato da una personalità completamente opposta a quella di Cortex: mite, razionale e competente. Ripper Roo è invece la prima creatura sottomessa da Cortex, ma anche la meno riuscita; il personaggio è stato creato per mostrare umoristicamente la pericolosità del Cortex-Vortex, ed ha anche fornito a Naughty Dog l'occasione per utilizzare la tecnica delle azioni sovrapposte nelle animazioni. Pinstripe Potoroo è ispirato al film Il padrino mentre Tawna è basata sull'attrice Pamela Anderson. Per via del suo aspetto ritenuto fin troppo provocante per un gioco rivolto sostanzialmente ad un pubblico di bambini, la prima versione di Tawna venne parzialmente ridisegnata per cercare di smorzarne la carica erotica ma, ciononostante, verrà comunque rimossa dall'universo narrativo della serie, venendo perciò sostituita a partire già dal capitolo successivo dal personaggio di Coco Bandicoot, sorella minore di Crash.

## Accoglienza
| Testata                            | Giudizio |
| ---------------------------------- | -------- |
| GameRankings (media al 09-12-2019) | 80.40%   |
| Electronic Gaming Monthly          | 8.3/10   |
| Game Informer                      | 9/10     |
| GamePro                            | 4.5/5    |
| Game Revolution                    | B        |
| IGN                                | 7.5/10   |
| Gaming Target                      | 9.3/10   |

Il gioco ha avuto recensioni generalmente positive da parte della critica, in particolare riguardo alla grafica e al gameplay, ed è stato anche un successo commerciale, vendendo oltre 6,8 milioni di unità in tutto il mondo.

## Seguiti
Dopo l'uscita del gioco, Naughty Dog ha sviluppato e distribuito i seguiti Crash Bandicoot 2: Cortex Strikes Back (1997) e Crash Bandicoot: Warped (1998), e successivamente il gioco di guida Crash Team Racing (1999). Dopo la conclusione dell'accordo editoriale tra Universal Interactive e Sony nel 2000, molti altri titoli della serie omonima sono usciti negli anni successivi da parte di altre case di produzione.

Il 30 giugno 2017 è stato pubblicato per PlayStation 4 (e il 29 giugno 2018 anche per Xbox One, Nintendo Switch e PC) un remake del gioco e dei suoi 2 sequel, chiamato Crash Bandicoot: N. Sane Trilogy.